# Fókusz-triplet
A fókusz-triplet olyan új, három aspektusból vizsgált fókusz terület, amely mindhárom szempontból azonos értékkel kerül vizsgálatra és adja a megfelelő eredményeket. A közgazdaságtan területén a többsíkú gondolkodásmód bevezetése előtt olyan új fogalmak kerülnek bevezetésre, amelyek elősegítik az egyszintű gondolkodástól történő elrugaszkodást.
A fókusz-triplet ennek élő példája, mivel ugyan síkban, de több szempontot figyelembe véve vizsgálja a kívánt funkció-területet.
A kifejezés az I-VMS Modell kapcsán került meghatározásra; melynek értelmében egy úgynevezett fókusz-pontot, három fő tevékenységi pontból és három támogató terület által erősíti, vagyis maga a fókusz-terület háromszor három terület vizsgálata alá esik, így az értékdimenzió sűrítését, az értékek növelését elősegítve.